# Trichaphodius assamensis
Trichaphodius assamensis är en skalbaggsart som beskrevs av Rudolph Petrovitz 1976. Trichaphodius assamensis ingår i släktet Trichaphodius och familjen Aphodiidae. Inga underarter finns listade i Catalogue of Life.